# Mopal
MOPAL（ムーパル）は、かつて株式会社ぱっぷるが2009年10月から運営しているインターネットテレビ局であった

## 概要
「すべて無料で視聴できるWEBTV!! 思わず○○くなる！」「地上波では絶対見ることができない、見られない、ニッチな番組コンテンツサイト」をキャッチフレーズに、サブカルチャーに特化したコンテンツを配信。
2010年にニコニコチャンネルに専用チャンネルを開設。以後、動画配信には同サイトのサービスを利用している。

## 生放送
- 番組は、Mopalムーパルの各番組ページで生配信されている。配信後はユーチューブの「パップルテレビジョン」で過去動画として視聴できる

## 過去に放送した番組
- いしだ壱成の月刊新宿画報
- 永田町政界裏話
- 江頭2:50のピーピーピーするぞ!
- 和泉流宗家による狂言への誘い
- 翠&AKIRA 東京妄想局
- 電撃ネットワーク公開実験
- 格闘技殿堂
- 週刊報道特集
- 週刊ビデオパップル
- ちょべりぐ!
- 国家非常事態対策委員会
- 魁!ステラ塾
- 秘密のクロヲゼット
- MOPAL MUSIC LIVE
- 気功伝導師 橘相全の風穴気功
- 特選古典落語
- 鳥肌実のトリジャジーラ放送（休止中）
- あいはら友子のワンニャン開運塾
- 田代まさしのありがとうございマーシー
- すもも
- 月刊やま小屋
- まるごとペルー
- インドNOW
- ムーパルわーるど（千葉テレビ放送でも放送）
- サンデー11 騎手って歌ってステージデビュー（サンデーイレブン のってうたってステージデビュー、千葉テレビ放送でも放送）
ムーパルは制作を担当し、制作著作は番組の舞台でもあるオリンピッククラブ。
2017年2月の放送開始当時は『日本の馬と人、歌とのトゥルーストーリィー』のタイトル、同年3月 - 10月は『日本の馬術家と音楽家のコンペティション トゥルーストーリィー』（にっぽんのサムライとうたいびとのコンペティション トゥルーストーリィー）のタイトルで放送。同年11月より上記のタイトルで放送されていたが、2018年5月に番組にも出演していたオリンピッククラブ代表が脱税容疑で逮捕されたため、番組打ち切りとなっている[1]。
- ムーパルミュージックライブ
- YOSHIMI新宿ナイトクラブ
- 和泉流宗家家元「狂言への誘い」
- 歌っていいとも